# کتوپات
کتوپات (انگلیسی: Ketupat) (در اندونزیایی و مالایی) یا کوپات (در جاوه ای و سوندایی) یا تیپات (در بالیایی) برنج دلمه شده جاوه‌ای است که داخل برگ‌های نخل بافته شده لوزی شکل، قرار دارد، منشأ این خوراکی از اندونزی می‌باشد، این خوراکی هم چنین در برونئی، مالزی، سنگاپور و جنوب تایلند در دسترس است.